# Pasquale De Gregorio
 Pasquale De Gregorio, né le 30 avril 1941 à Rosciano (dans la Province de Pescara en Italie) est un navigateur professionnel italien.

## Biographie
Diplômé en droit, il a été avocat à la Banque d'Italie pendant près de 20 ans. En 1988, à l'âge de 47 ans, il quitte son emploi et sa carrière pour se consacrer entièrement à la voile. 
Il a remporté de nombreuses régates et établi des records. Il a terminé troisième au classement général du Around World Rally, un tour du monde en équipage, à l'équateur. En 2000, il se classé 4e dans l'Europe 1 NewMan Star en classe 2 : monocoques de 50 pieds
Le 16 avril 2001, il termine le Vendée Globe en quinzième et dernière position sur Wind Telecommunicazioni en 158 j 02 h 37 min soit 65 jours après le vainqueur Michel Desjoyeaux.

## Palmarès
- 2000
  - 4e de la Transat anglaise

- 2000-2001
  - 15e du Vendée Globe sur Wind Telecommunicazioni